# أرلين هاردن
أرلين هاردن (بالإنجليزية: Arlene Harden) هي كاتبة غنائية ومغنية أمريكية، ولدت في 1 مارس 1945.